# Cupania diphylla
Cupania diphylla là một loài thực vật có hoa trong họ Bồ hòn. Loài này được Vahl mô tả khoa học đầu tiên năm 1807.